# Аз и моята сестра
„Аз и моята сестра“ (на френски: Les Sœurs fâchées, в прев. Скараните сестри) е френска комедия, режисирана от Александра Льоклер и с участието на Изабел Юпер.
Филмът, чрез героините Луиз Моле, специалист по естетика в „Mans“, и Мартин Дъмъти, живееща в Париж, представя разликата в ценностните системи. Характерен е с изтънчения си диалог и мъдър финал.

## Участват
- Изабел Юпер като Мартин Дъмъти
- Катрин Фро като Луиза Моле
- Франсоа Берлеан като Пиер Дъмъти
- Бриджит Катион като Софи
- Мишел Вюлермоз като Ричард
- Кристиан Милет като Гералдин
- Рой Тирей като Фернанда, ла боне
- Бруно Шиш като Чарлз